# アールタ・リバゴールサ

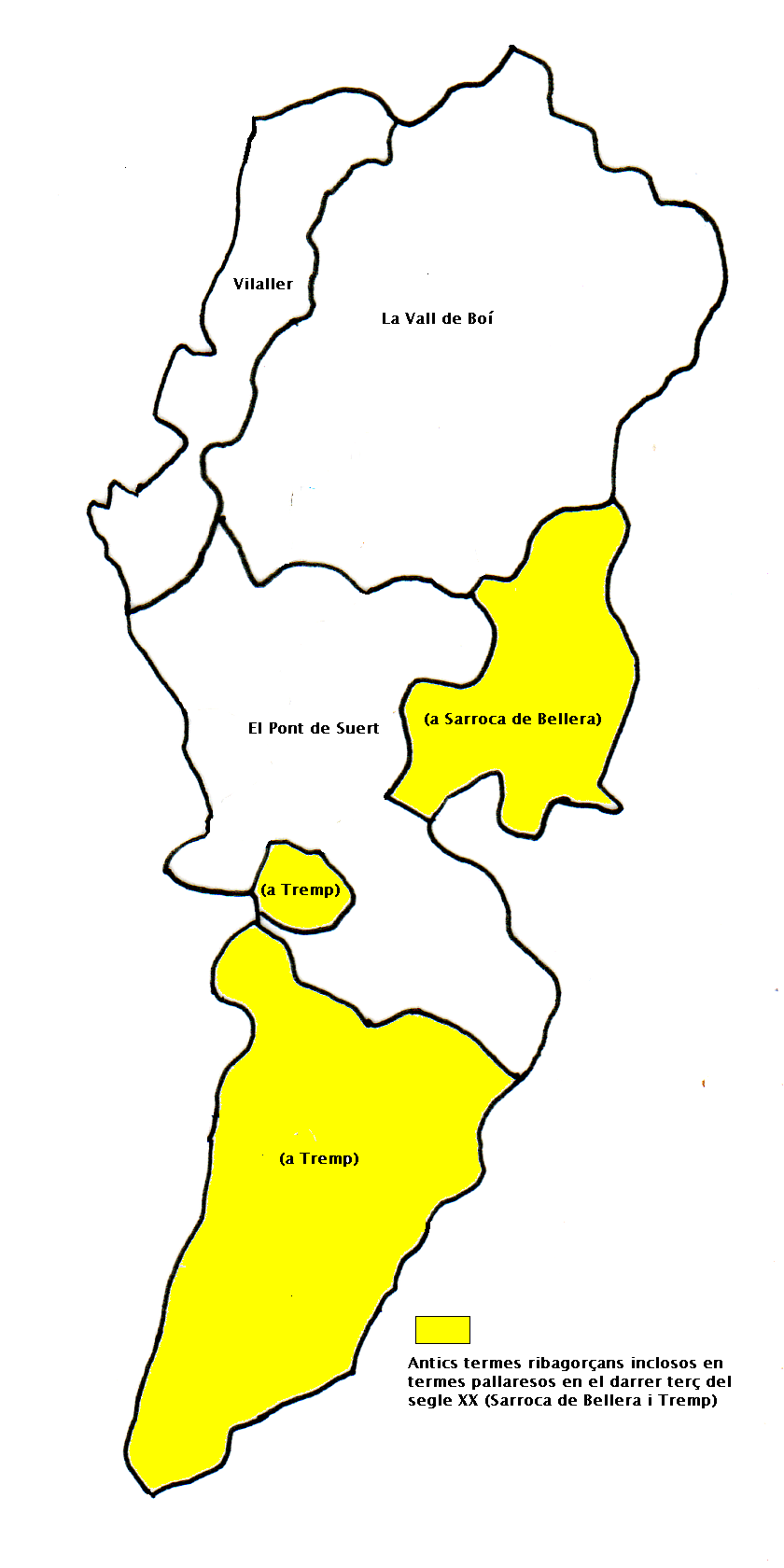

アルタ・リバゴルサ （Alta Ribagorça）は、スペイン、カタルーニャ州、リェイダ県のコマルカ。カタルーニャのコマルカの中で最も人口が希薄である。面積426.86平方km、人口4,123人（2007年）。北はアラン谷、西はアラゴン州、東はパリャーズ・スビアー、南はパリャーズ・ジュサーと接する。中心自治体はアル・ポン・ダ・スエルト（El Pont de Suert）。1987年、パリャーズ・ジュサーから分離する形でコマルカとなった。住民は、アラゴン語の影響を受けたカタルーニャ語リバゴルサ方言を話す。
北東部はアイグアストルタス・イ・アスターニ・ダ・サン・マウリーシ国立公園となっている。UNESCO世界遺産に登録されているバル・デ・ボイがある。

## 人口
| アルタ・リバゴルサの人口推移（1900年 - 2010年） |       |       |       |       |       |       |       |       |       |       |       |
| 1900                                            | 1910  | 1920  | 1930  | 1940  | 1950  | 1960  | 1970  | 1981  | 1991  | 2000  | 2010  |
| 3,497                                           | 3.728 | 3.699 | 3.333 | 3.198 | 5.296 | 6.444 | 4.590 | 4.344 | 3.276 | 3.612 | 4,278 |
| 出典:IEC（カタルーニャ統計局）                  |       |       |       |       |       |       |       |       |       |       |       |

## 地理
| アルタ・リバゴルサの構成自治体（2010年）                   |            |             |                    |
| 自治体                                                     | 人口（人） | 面積（km²） | 人口密度（人/km²） |
| アル・ポン・ダ・スエルト                                   | 2,506      | 148.1       | 16.9               |
| ラ・バル・ダ・ブイ                                         | 1,076      | 219.5       | 4.9                |
| ビラリェー                                                 | 696        | 59.2        | 11.8               |
| 計                                                         | 4,278      | 485.0       | 10.0               |
| 出典: INE（スペイン国立統計局）、IEC（カタルーニャ統計局） |            |             |                    |